# The Alarm (journal)
Pour les articles homonymes, voir Alarm.
The Alarm est un journal anarchiste fondé à Chicago le 4 octobre 1884 par Albert et Lucy Parsons. Le journal est l'organe officiel de l'International Working People's Association. En 1886, Dyer D. Lum et Lizzie Holmes assurent l'édition du journal à la suite de l'exécution d'Albert Parsons. Après une interruption, il est édité à New York de novembre 1887 à février 1889. Il réapparaitra ensuite en 1915.

## Antériorité
En 1896 à Londres, est publié un journal hebdomadaire avec le même titre et l'intention suivante : « For Your Libety and Ours » (Pour votre liberté et la nôtre).  Pierre Kropotkine et Emma Goldman y collaborent.

## Sources
- L'Éphéméride anarchiste : notice